# Bisdom Ozieri
Het bisdom Ozieri (Latijn: Dioecesis Bisarchiensis; Italiaans: Diocesi di Ozieri) is een op het Italiaanse eiland Sardinië gelegen rooms-katholiek bisdom met zetel in de stad Ozieri. Het bisdom behoort tot de kerkprovincie Sassari en is, samen met de bisdommen Alghero-Bosa en Tempio-Ampurias, suffragaan aan het aartsbisdom Sassari.

## Geschiedenis
Het bisdom werd in de 13e eeuw opgericht als bisdom Bisarchio. Op 8 december 1503 werd het opgeheven. In 1804 werd het opnieuw opgericht en op 12 februari 1915 hernoemd tot bisdom Ozieri.

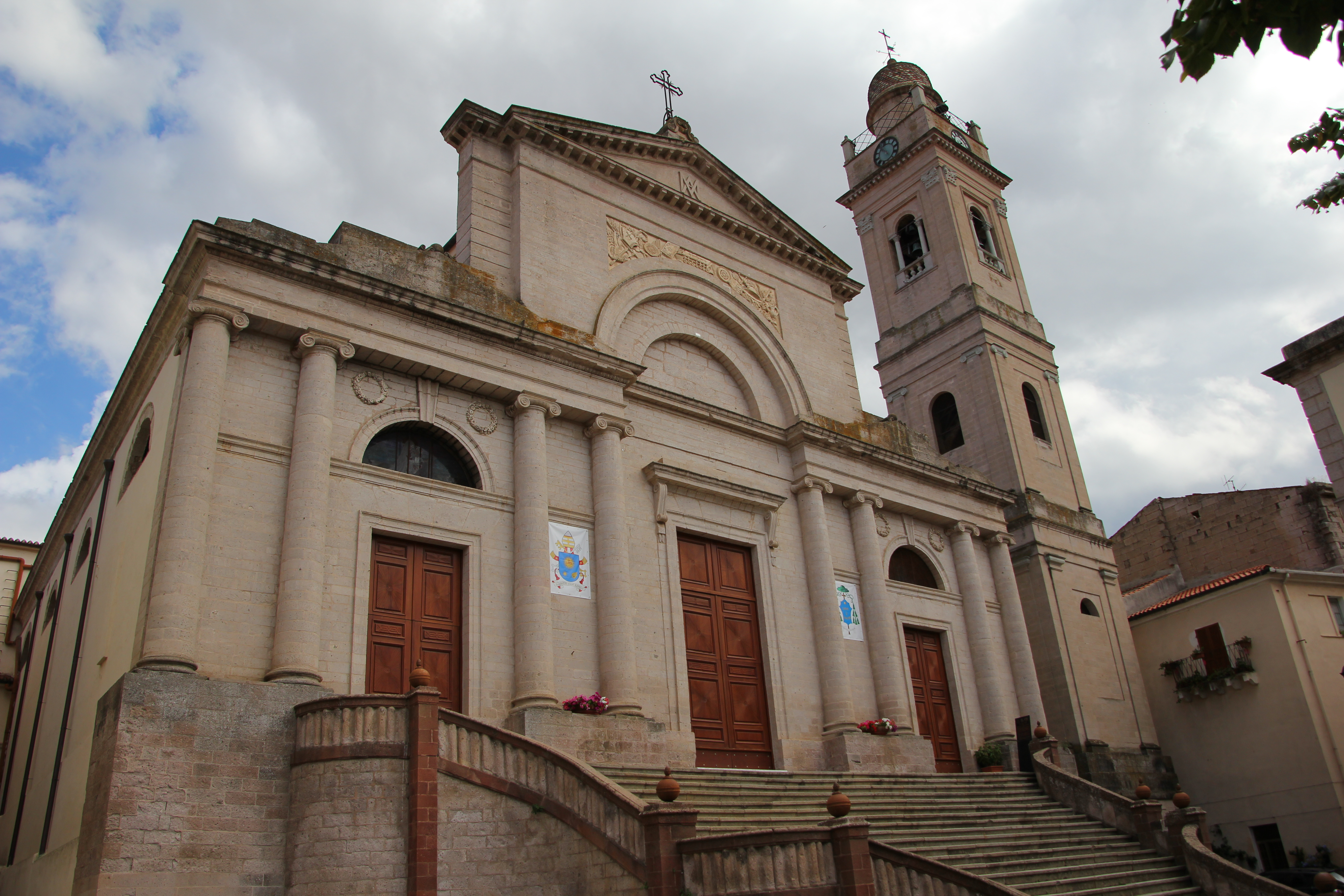
Kathedraal van Ozieri